# Girm (Gemeinde Deutschkreutz)
Girm (ungarisch Küllő; kroatisch Girma) ist eine Ortschaft und Katastralgemeinde in der Marktgemeinde Deutschkreutz im Bezirk Oberpullendorf im Burgenland.
Der Ort liegt westlich von Deutschkreutz, mit dem es einen gemeinsamen Siedlungsverband bildet.

## Geschichte
In einer Schenkungsurkunde des ungarischen Königs Bela IV. aus dem Jahre 1245 wurde der Ort unter dem Namen Kurw erstmals urkundlich erwähnt.
Der Ort gehörte wie das gesamte Burgenland bis 1920/21 zu Ungarn (Deutsch-Westungarn). Ab 1898 musste aufgrund der Magyarisierungspolitik der Regierung in Budapest der ungarische Ortsname Küllő verwendet werden. Nach Ende des Ersten Weltkriegs wurde nach zähen Verhandlungen Deutsch-Westungarn in den Verträgen von St. Germain und Trianon 1919 Österreich zugesprochen. Seit 1921 gehört Girm zum damals neu gegründeten Bundesland Burgenland (siehe auch Geschichte des Burgenlandes).
1936 wurde der Ort Teil der Gemeinde Deutschkreutz. Bei einer damals abgehaltenen Volksabstimmung im Gemeindehaus stimmten 120 von 187 Personen für einen Anschluss an Deutschkreutz.

## Kultur und Sehenswürdigkeiten
- Plattenbrunnen, bei der Hofstatt gelegen, erstmals 1245 als Heilbrunnen gegen Aussatz genannt[3]
- Filialkirche hl. Elisabeth, erbaut 1845, renoviert 1980 und 1999[4]
- Mariensäule, Maria Immaculata
- Figurenbildstock, hl. Johannes Nepomuk
- Grabmal Antal Madarassy auf dem Ortsfriedhof
- Berger Erinnerungskreuz

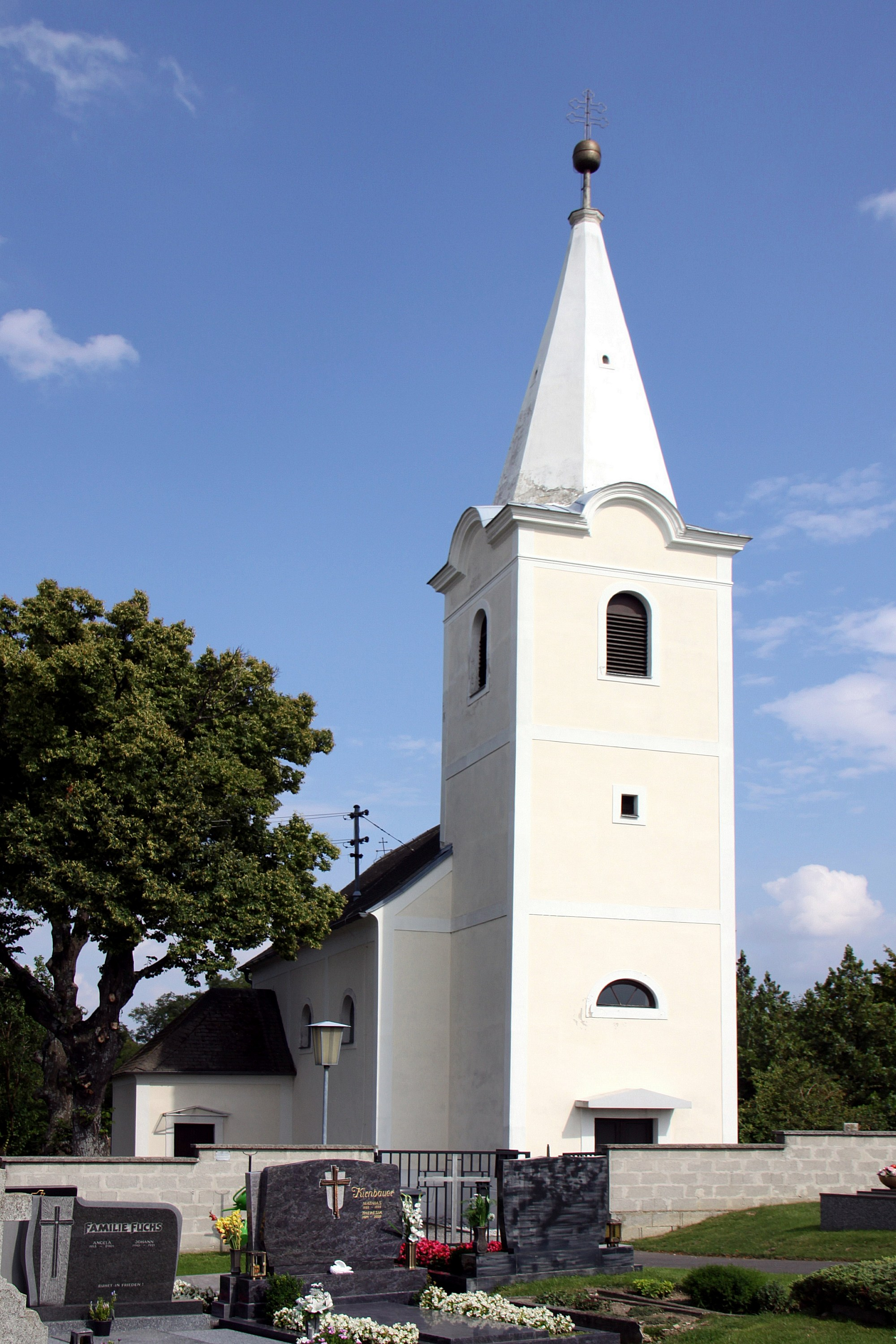
Filialkirche Girm
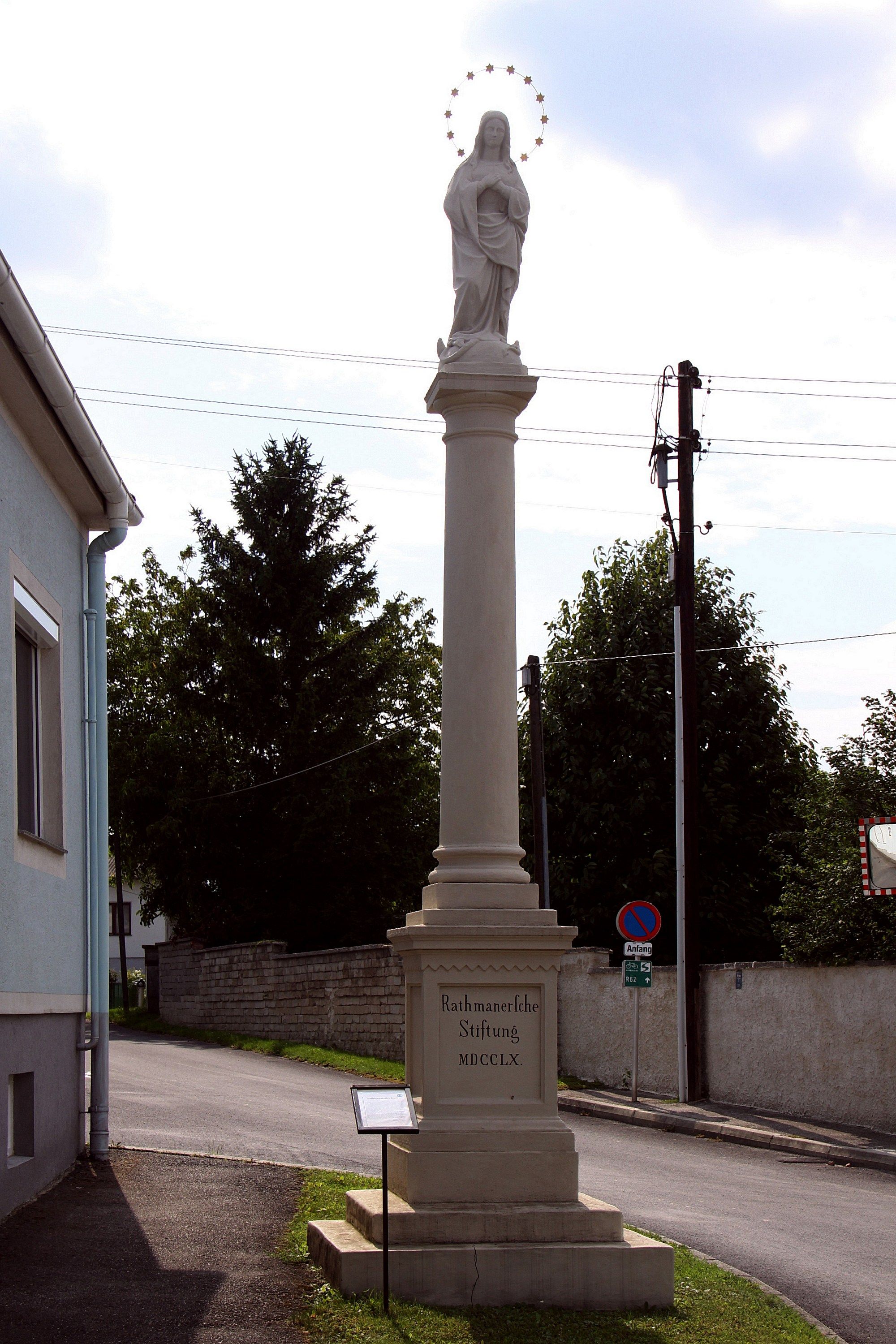
Mariensäule
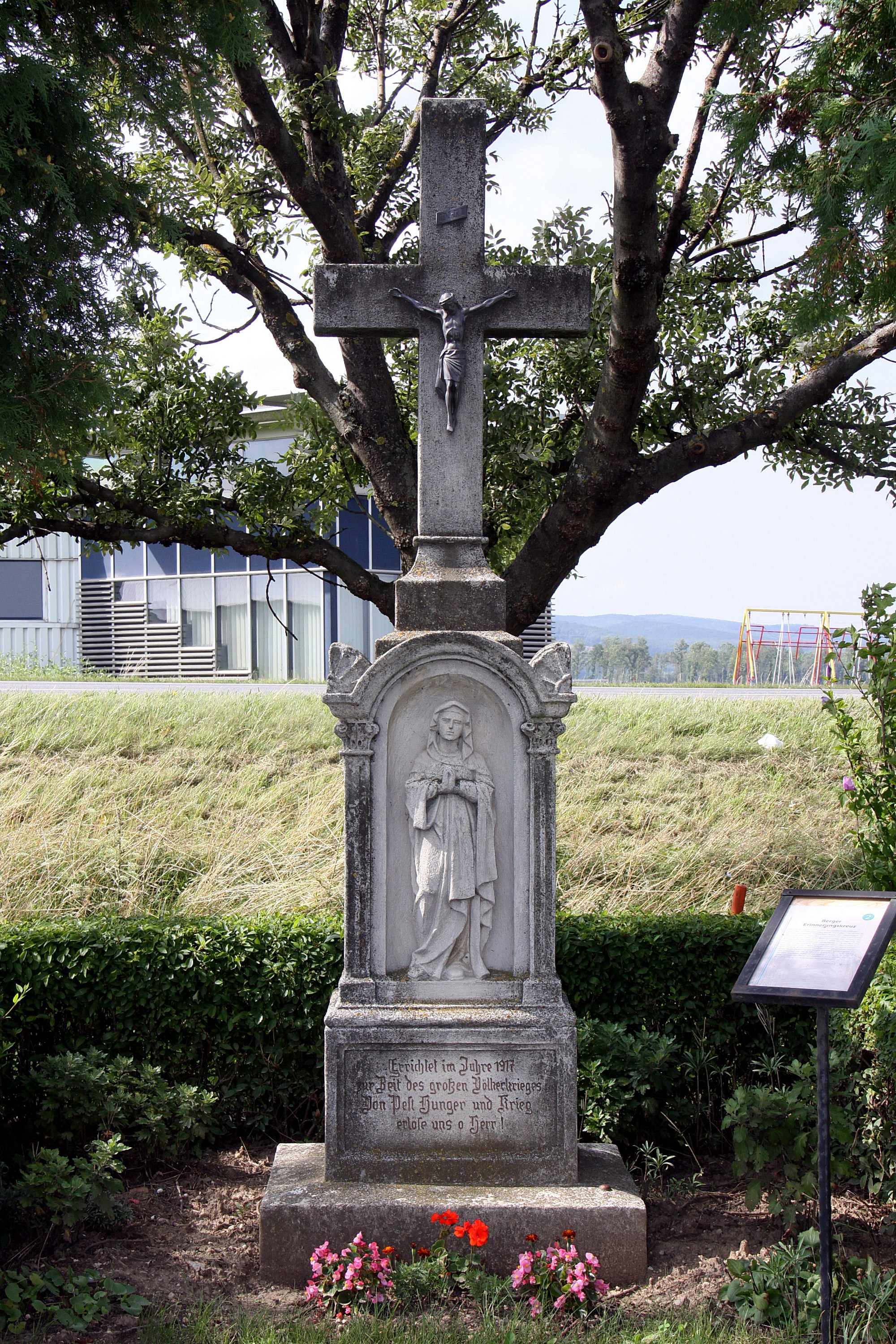
Berger Erinnerungskreuz
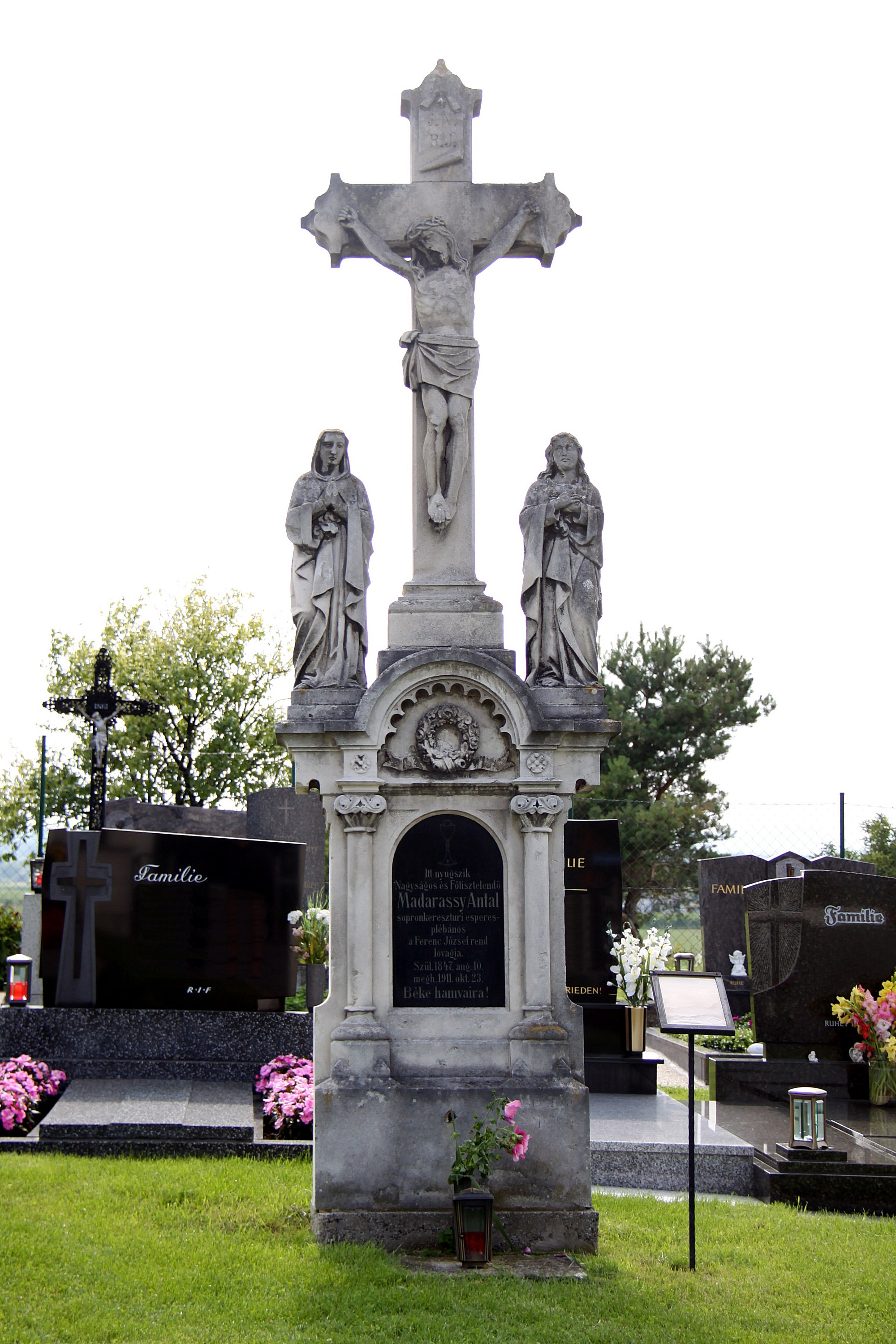
Grabmal Madarassy

## Persönlichkeiten
- Alfred Zistler (1929–2009), Dompfarrer in Eisenstadt, wurde in Girm geboren